# True (UNIX)
Unix系のオペレーティングシステムにおいて、true（トゥルー）とは常に終了コード0を返すだけのコマンドである。シェルによって論理値の真と解釈される。

## 概略
普通はシェルスクリプトの条件文やループにおいて利用される。このとき、ブーリアン型の値はプログラムの終了コードとして与えられる。例えば、以下のBourne shellスクリプトは割り込みを受けるまで文字列 hello を表示する:
```
while
 
true

do

  
echo
 
hello

done

```

このプログラムは "実際の" 引数を取らないが、あるバージョンでは、標準パラメータ --help が使用法の要約を表示し、--version がプログラムのバージョンを表示する。

## ヌル・コマンド
true は単独のコロン（:）としても書くことができる。この形式はヌル・コマンドと呼ばれ、一般的にシェルの組み込みコマンドであり、そのために true よりもいっそう重要である。上記の例を true の代わりに : を使用して書くこともできる:
```
while
 
:

do

  
echo
 
hello

done

```

別名の : の形式では、true は通常は（Bourne shellやPOSIX互換のシェルにおいて）ダミーのコマンドとして使用できる。ダミーのコマンドとしては、引数に ${parameter:=word} の形式を指定してパラメータに値を代入する 。例えば、bash のためのバグ・レポート・スクリプトである bashbug では以下のように使われる：
```
 
:
 
${
TMPDIR
:=/tmp
}

 
:
 
${
EDITOR
=
$DEFEDITOR
}

 
:
 
${
USER
=
${
LOGNAME
-
`
whoami
`
}}

```

true は実行ファイルとしても提供されているが、ほとんどのシェルで組み込み版が提供されている。